# フォートマクヘンリー
フォートマクヘンリー（英語: Fort McHenry）は、アメリカ合衆国メリーランド州ボルティモアにある星形要塞である。米英戦争中の1814年9月13日、チェサピーク湾に侵入したイギリス海軍の艦隊がボルティモア港を攻撃した際に防衛に使用された。
フランシス・スコット・キーの詩「星の煌く旗」(The Star-Spangled Banner)の題材はこの砦に対する艦砲射撃であり、イギリスの歌「天国のアナクレオンへ」のメロディを付けられて、アメリカ合衆国の国歌になった。

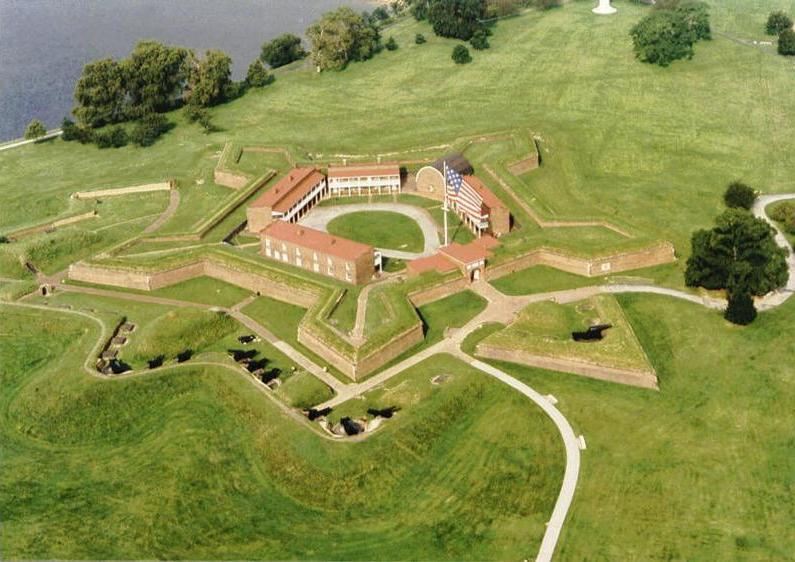
星型要塞

## 歴史
フォートマクヘンリーは、スコットランド＝アイルランド移民で軍医、かつジョージ・ワシントン大統領の下で陸軍長官を務めたジェイムズ・マクヘンリーに因んで名付けられた。アメリカ合衆国の独立確定後に将来の敵の攻撃から重要な港であるボルティモアを守るために造られた。ボルティモア港入り口に突き出たローカスト・ポイント半島に位置し、五稜星の外形の周りに深く広い空堀という構造だった。堀は陸上から砦を攻撃された時に、マスケット銃兵が掩蔽物として使えるようになっていた。包囲戦の場合にこの第一防衛戦が突破された時、星形の稜堡の防御が固められており、侵入軍は大砲とマスケット銃の挟み撃ちに会うということになっていた。

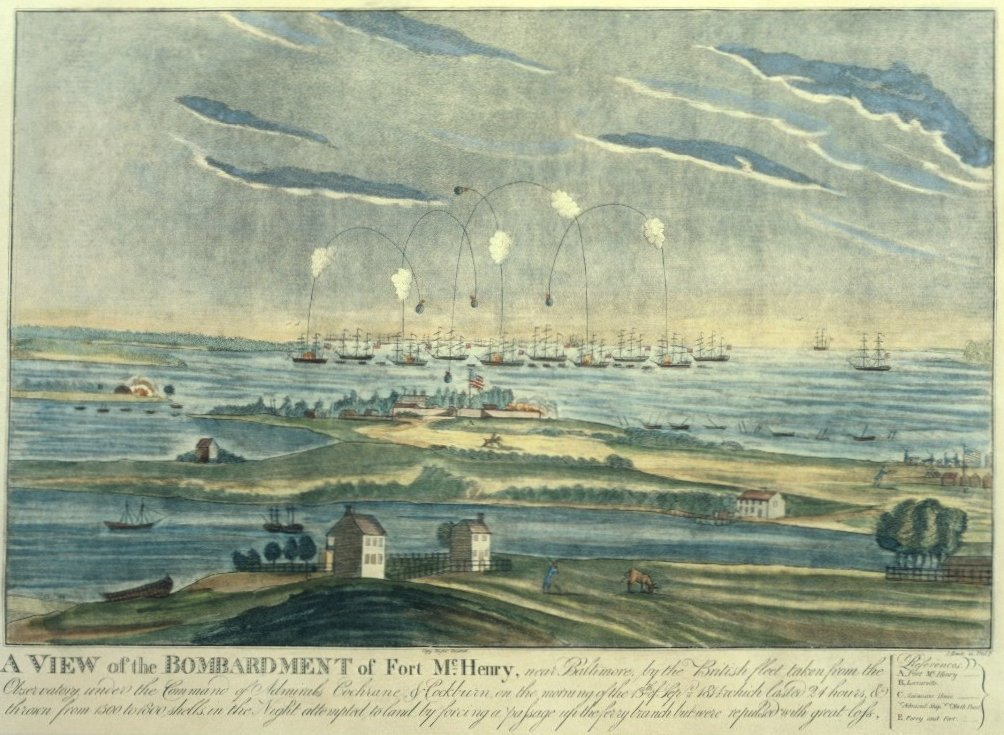
海上からロケットを打ち込むイギリス艦: 1814年

この砦が受けた唯一の攻撃が米英戦争の時のボルティモアの戦いで艦隊によるものであった。1814年9月13日の夜明け時に始まったイギリス艦船による艦砲射撃は激しい雨の中を25時間続いた。アメリカ守備軍の大砲は18、24、および38ポンド砲であり、射程は1.5マイル (2.4 km)であった。イギリス艦隊の射程は2マイル (3.2 km)であり、コングリーヴ・ロケット弾は1．75マイル (2.8 km)だったが、あまり正確ではなかった。イギリスの艦船は海中に張られた鎖、沈船および砦の大砲によって、砦の横を通り過ぎることができず、港の中に入れなかった。しかし、イギリス艦船は砦に近づいてロケット弾や迫撃砲弾を撃ち込むことができた。イギリスの武器の精度の悪さとアメリカ軍の大砲の射程制限によって、どちらの側も損害はほとんどなかったが、イギリス軍は9月14日まで攻撃を止めなかった。イギリス海軍によるボルティモア侵攻は食い止められた。
アメリカ軍の損失は戦死4名負傷24名となり、中にはアフリカ系アメリカ人1名と、女性1名が含まれていた。この女性は兵士に物資を運んでいる途中で砲弾に当たり体を真っ二つにされた。飛んできた砲弾の中で1発だけ砦の火薬庫に当たった。守備兵にとって幸運にも、ヒューズが雨で濡れていたか、不発弾であったかで、被害は無かった。

米英戦争当時の15星旗

ワシントンの弁護士フランシス・スコット・キーは、市民で捕虜になっていたビーンズ博士の釈放交渉のためにボルティモアにきていたが、近くの戦闘には参加していない船から艦砲射撃の様子を目撃した。砦のアメリカ合衆国の国旗は、イギリス軍の攻撃を予測して574.44ドルをかけ、メアリー・ピッカースギルが縫った特大サイズのものであった。9月14日の朝、キーが無傷で翻るその旗を見たときに大変心を動かされ、まさにその朝、「フォートマクヘンリーの守り」という詩を作った。この詩が「星の煌く旗」と名前を変えられ、アメリカ合衆国の国歌に採用された。

## 砦の機能と運営
フォートマクヘンリーは1848年頃までボルティモア港の主要な防衛拠点として機能したが、その後はパタプスコ川を下った所に造られたキャロル砦にその役割を渡した。
南北戦争の間は軍事刑務所として使われ、南軍兵士の捕虜を収容すると共に、南軍に同情的と疑われたメリーランド州の政治家も多く収監された。皮肉なことに、フランシス・スコット・キーの孫もそのように囚われた政治家の一人だった。さらに偶然の一致か、ジェイムズ・マクヘンリーの息子はボルティモアの戦いの時に砦の守備隊に入っていた。
第一次世界大戦の時、砦の周りの土地に多くの建物が建てられ、ヨーロッパの戦場から送り返されてくる負傷兵のための巨大な病院施設に変えられた。これらの建物はその後取り払われたが、砦そのものは保存され米英戦争当時の姿に補修された。
第二次世界大戦の時はアメリカ沿岸警備隊の基地として使われ、ボルティモア港を守った。

## 国定記念物としての時代
砦は1925年に国定公園に指定された。1939年8月11日、改めて「アメリカ合衆国のナショナル・モニュメントと歴史的聖地」に指定されたが、このように二重に指定されたの合衆国では初めてのことであった。1966年10月15日には国家歴史登録財にも登録された。新しい旗が作られたときはまずフォートマクヘンリーに掲揚されるのが伝統となった。国旗の星の数が49個になったとき、また50個になったとき、まずこの砦で翻り、砦の施設内に保存されている。
砦は、ボルティモア近郷市民の余暇の中心となり、また観光客の主要な目的地ともなっている。毎年何千もの訪問者がアメリカ国旗誕生の地を訪れている。
毎年9月ボルティモア市は、ボルティモアの戦いの栄誉を称え、「守りの日」を祝っている。砦で催される1年で1番のお祭りであり、週末には様々な催しと花火大会が開催される。
2005年、「生きている歴史」ボランティア・グループ、「フォートマクヘンリー衛兵」が国定公園局に奉仕したベスト・ボランティア・グループとして、ジョージ・B・ハルツォーク賞を受賞した。グループのメンバーで、元ボルティモア市長、現メリーランド州知事のマーチン・オマリーは、2003年にグループの名誉大佐となった。
フォートマクヘンリーに翻った旗、「星の煌く旗」は現在スミソニアン国立アメリカ歴史博物館で修復中である。かなり脆い状態となっているが近いうちに補修が終わるものと考えられる。修復の様子は公開されている。